# American-Airlines-Flug 5342
American-Airlines-Flug 5342 (Flugnummer IATA: AA5342, ICAO: JIA5342) war ein von PSA Airlines durchgeführter Linienflug. Das Verkehrsflugzeug vom Typ Bombardier CRJ701ER kollidierte am 29. Januar 2025 um 20:48 Uhr EST Ortszeit (30. Januar, 01:48 UTC) beim Landeanflug auf den nahen Ronald Reagan Washington National Airport (DCA) in niedriger Höhe mit einem Hubschrauber der US Army vom Typ Sikorsky UH-60L Black Hawk, der auf einem Übungs-Nachtflug war. Beide Maschinen mit insgesamt 67 Menschen an Bord stürzten in den Potomac River. Die Linienmaschine befand sich in der Einflugschneise auf die Landebahn 33, der Hubschrauber flog den Fluss entlang in Richtung Südsüdwest, sodass die beiden Luftfahrzeuge annähernd frontal zusammenstießen.
Bei dem Unfall gab es keine Überlebenden. Bis zum 4. Februar 2025 konnten alle 67 Todesopfer aus den Wracks geborgen werden. Es handelt sich um den ersten Totalverlust einer CRJ700 mit Todesopfern. Gleichzeitig handelt es sich um den schwersten Flugunfall in den Vereinigten Staaten seit November 2001 (American-Airlines-Flug 587).

## Flugzeug

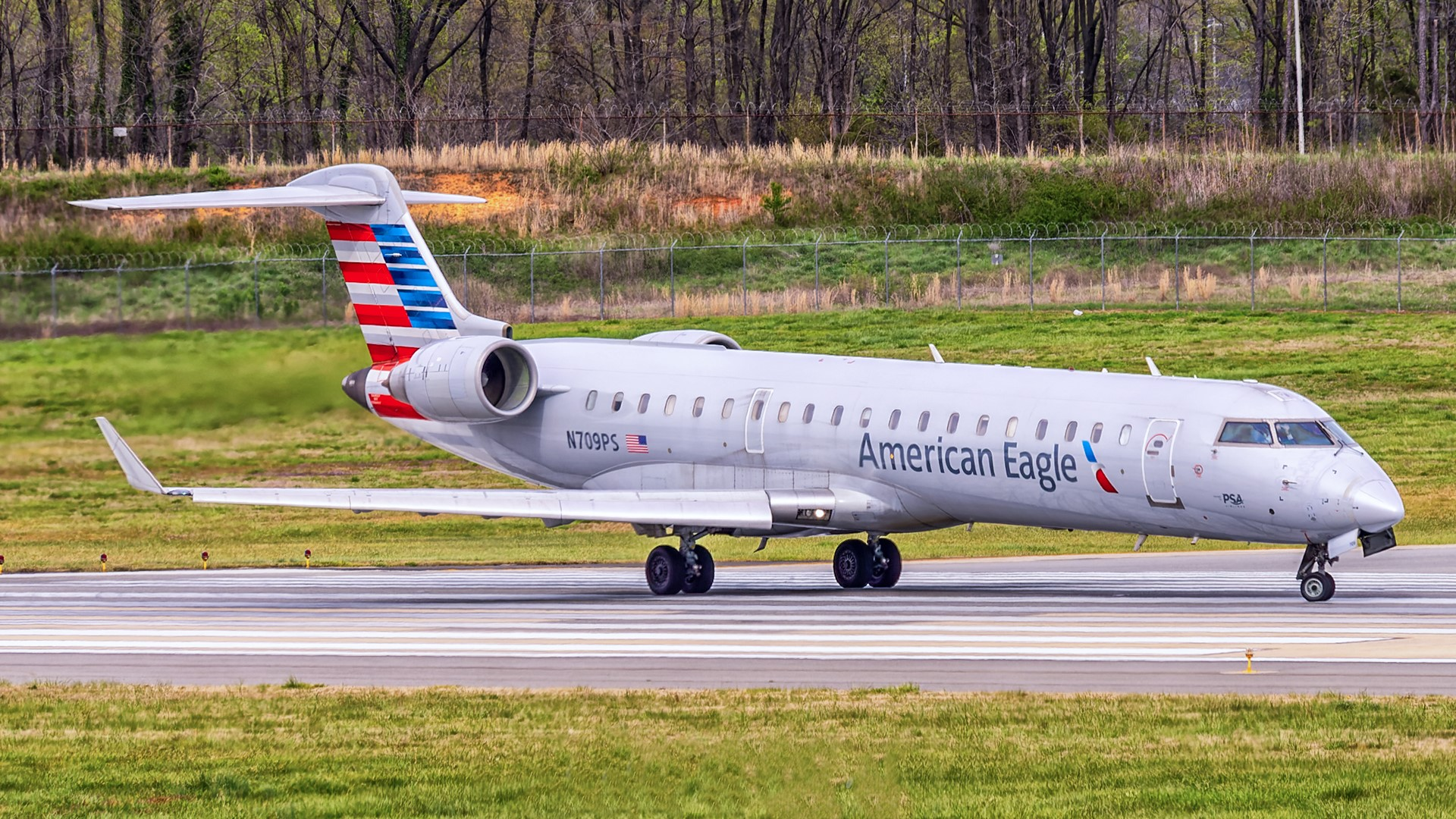
Die Unfallmaschine im Jahr 2022

Bei der verunfallten Maschine handelte es sich um eine Bombardier CRJ701ER mit dem Luftfahrzeugkennzeichen N709PS und der Werknummer 10165. Das Flugzeug absolvierte seinen Erstflug am 21. September 2004 und wurde am 27. Oktober 2004 an US Airways Express ausgeliefert, welche es mit dem Luftfahrzeugkennzeichen N165MD betrieb. Ab dem 25. Januar 2005 war es mit dem Luftfahrzeugkennzeichen N709PS für PSA Airlines unterwegs. American Airlines vermarktet die Zubringerflüge zu seinen Langstreckenflügen unter dem Namen American Eagle. Das Flugzeug war ausgestattet mit zwei Triebwerken des Typs General Electric CF34-8C1. Von September 2022 bis zum 10. Januar 2025 war das Flugzeug eingelagert.

## Hubschrauber

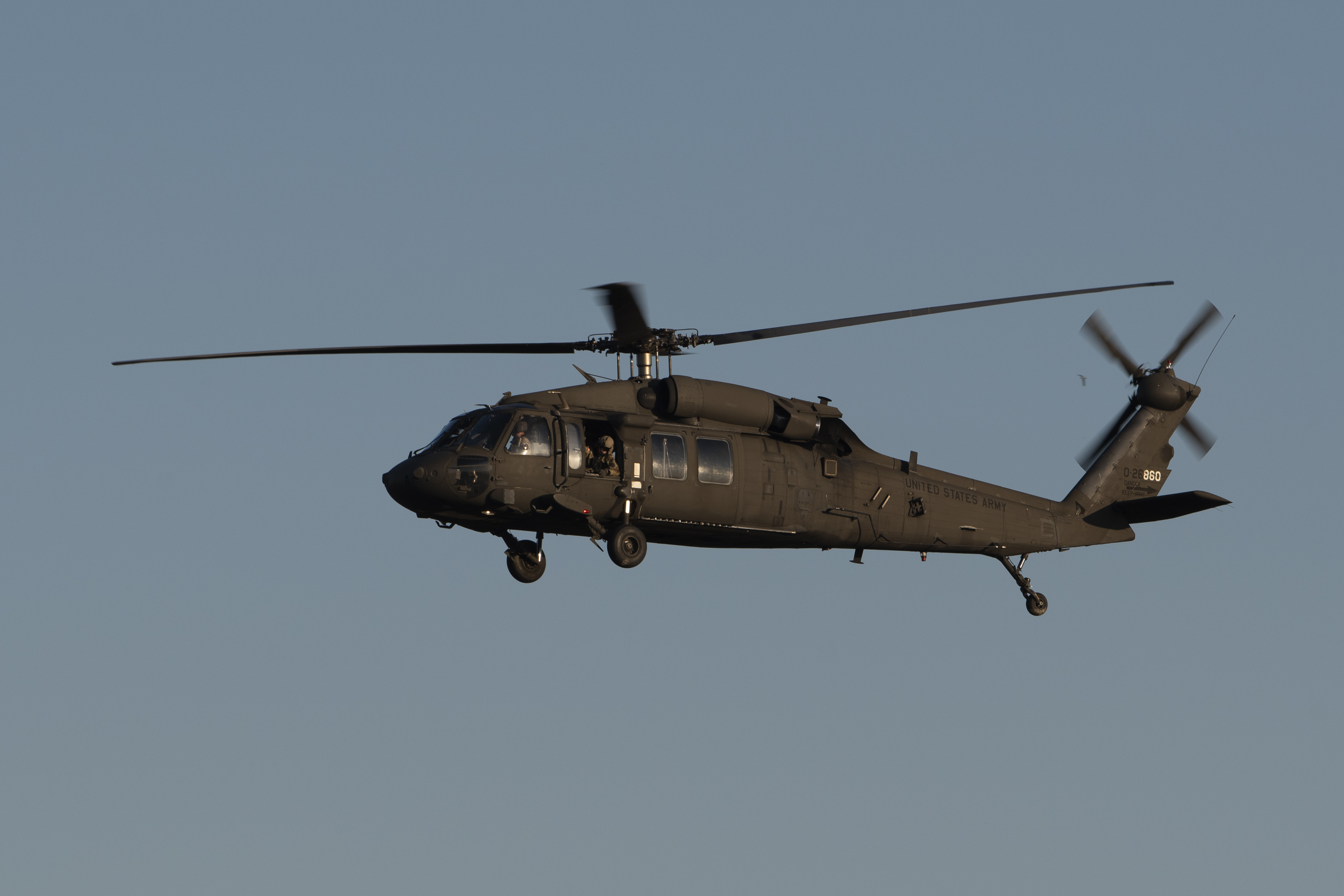
Der verunfallte UH-60 Black Hawk Hubschrauber im Oktober 2018

Der Hubschrauber des 12th Aviation Battalion im Washington Military District der United States Army mit dem Luftfahrzeugkennzeichen 00-26860 vom Typ Sikorsky UH-60L nutzte das Rufzeichen PAT25 („Priority Air Transport“) und wurde zur Beförderung von Beamten des Verteidigungsministeriums beziehungsweise Mitgliedern und Angestellten des US-Kongresses eingesetzt. Der Hubschrauber war auf dem südlich von Washington in Virginia gelegenen Fort Belvoir stationiert.

## Flugverläufe
Der Flug AA5342 startete mit 60 Passagieren und 4 Besatzungsmitgliedern um 17:38 Uhr CST (UTC−6) vom Wichita Dwight D. Eisenhower National Airport in Kansas mit dem Ziel Ronald Reagan Washington National Airport (KDCA). Nach etwas mehr als zwei Stunden Flugzeit befand sich das Flugzeug im ILS-Anflug auf die Landebahn 01 des Zielflughafens. Kurz vor dem Endanflug wurde die Maschine für einen visual approach, also einem Sichtanflug anstelle des vorgesehenen ILS-Anflugs freigegeben. In weiterer Folge wurde vom Tower-Lotsen des Flughafens angefragt, ob eine Änderung des Anflugs auf eine andere Landebahn, die Piste 33, akzeptiert würde. Dazu ist ein anspruchsvolles Flugmanöver notwendig, ein circling approach, bei dem nicht geradeaus, sondern in einer Kurve auf die Landebahn zugeflogen wird. Die Piloten bestätigten diese kurzfristige Änderung des Landeanflugs.
Der Hubschrauber der US Army mit dem Rufzeichen PAT25 war vom Davison Army Airfield (Fort Belvoir) gestartet und flog südwärts entlang des Potomac Rivers. Er befand sich mit dreiköpfiger Besatzung auf einem Flug zu einer jährlichen Überprüfung der Nachtflugqualifikation der Pilotin Rebecca Lobach (28) aus North Carolina. Mit an Bord waren ihre beiden Kollegen Andrew Eaves (39) aus Maryland und Ryan O’Hara (28) aus Georgia, die ihr die Nachtflug-Prüfung abnahmen. Laut dem Verteidigungsministerium hatte sie im Vorfeld des Absturzes bereits mehr als 450 Flugstunden an Erfahrung und war diese Flugstrecke auch bei Nacht bereits mehrfach abgeflogen. Ihre Co-Piloten und Prüfer wiesen jeweils mehr als 1000 Stunden Flugerfahrung auf. Passagiere waren nicht an Bord. Rebecca Lobach war zuvor unter Präsident Joe Biden auch langjährige Mitarbeiterin im Weißen Haus gewesen.
Um 20:47 Uhr EST (UTC-5), weniger als 30 Sekunden vor der Kollision, fragte ein Fluglotse die Hubschrauberbesatzung, ob sie den CRJ in Sicht habe. Die Besatzung bestätigte den Sichtkontakt und bat um „Staffelung nach Sicht“ von dem Verkehrsflugzeug, was vom Fluglotsen genehmigt wurde und bedeutet, dass sie selbständig Sichtkontakt zu dem Flugzeug aufnehmen und die nötigen Abstände herstellen würde. Augenblicke später wies der Fluglotse den Hubschrauber an, hinter dem CRJ vorbeizufliegen. Um 20:48 Uhr kollidierte der Südsüdwestkurs fliegende Black Hawk über dem Potomac River mit der Passagiermaschine. Beide Maschinen stürzten in den Fluss, weniger als eine halbe Meile von der Schwelle der Landebahn 33 entfernt.
Das Kollisionsvermeidungssystem TCAS (Traffic Alert and Collision Avoidance System) des Flugzeugs, das die Kollision in größerer Höhe hätte verhindern können, erzeugt keine Ausweichempfehlungen an Flugzeuge im Landeanflug in einer Höhe von weniger als 300 m (1000 Fuß) über dem Boden, es wurde allerdings eine Verkehrswarnung generiert („Traffic, Traffic!“).

## Ermittlungen
Das NTSB gab an, die Ermittlungen zu leiten und die FAA sowie American Airlines miteinzubeziehen. Das FBI und die kanadische Flugunfalluntersuchungsbehörde TSB kündigten ebenfalls Unterstützung an. Am Abend des 30. Januar wurden die Flugschreiber der Passagiermaschine im Potomac River geborgen und zur Auswertung in ein NTSB-Labor gebracht. Die Flugschreiber des Hubschraubers wurden am 31. Januar in einem guten Zustand geborgen und ebenfalls in ein NTSB-Labor gebracht.
Nach dem Unfall sperrte die FAA am 31. Januar zwei Routen in unmittelbarer Nähe des Flughafens, darunter die, auf der der Black Hawk flog, für die meisten Hubschrauberflüge und erklärte, dass diese Sperrungen bis zur Veröffentlichung eines vorläufigen NTSB-Berichts bestehen bleiben würden. Hubschrauber durften am Unfallort max. 200 Fuß (61 Meter) hoch fliegen, der Unfallhubschrauber aber flog 325 Fuß (99 Meter) hoch. Laut einem Zwischenbericht der FAA war die Besetzung des Kontrollturms mit Fluglotsen zur Unfallzeit „nicht normal“; insbesondere wurden sowohl Hubschrauber als auch Flugzeuge von ein und demselben Fluglotsen betreut; normalerweise sind diese Aufgaben auf zwei Personen verteilt. Die Zahl der am Reagan Airport tätigen Fluglotsen war schon seit längerem um etwa ein Drittel niedriger als von der FAA vorgesehen.
Erste Auswertungen der Voice-Recorder des Hubschraubers ergaben, dass der aufsichtführende Offizier und die Pilotin unmittelbar vor der Kollision unterschiedliche Ablesungen der Höhenmesser vorgenommen hatten. Die Anweisung des Fluglotsen, hinter dem Jet zu fliegen, wurde nicht in der Aufzeichnung gehört, womöglich, da ein Funkspruch abgesetzt werden sollte.

## Passagiere
Unter den Passagieren von Flug AA5342 befanden sich zahlreiche Eiskunstläufer, Trainer und Familienangehörige, die auf dem Rückweg von den US-Meisterschaften 2025 in Wichita waren. Zu ihnen gehörten auch die Eiskunstlauf-Weltmeister im Paarlaufen von 1994, Wadim Naumow und Jewgenija Schischkowa, sowie die ehemalige sowjetische Paarläuferin Inna Woljanskaja. Alle arbeiteten in den USA als Trainer. Mindestens 14 Passagiere waren mit dem Eiskunstlauf verbunden.

## Politik
Am nächsten Tag gab Präsident Donald Trump eine Pressekonferenz. Nach einer Schweigeminute und Bemerkungen, dass die Helikopterpilotin seiner Meinung nach im falschen Winkel auf falscher Höhe geflogen sei, gab er – ohne Angabe von Belegen – seinen Amtsvorgängern die Schuld: Die auf Vielfalt, Gleichheit und Inklusion ausgerichtete Politik von Barack Obama, Joe Biden sowie Transportminister Pete Buttigieg habe Standards gesenkt. Einige Medien warfen Trump deshalb den Missbrauch des Unfalls vor, um Stimmung gegen Minderheiten zu machen. Donald Trump wurde von John Oliver auch deswegen lächerlich gemacht, weil Trump eine solche Kollision mit der Unwahrscheinlichkeit einer Kollision von Golfbällen verglichen hatte.
Auch die Tatsache, dass der Helikopter von einer Pilotin auf einer Nachtflug-Prüfung geflogen wurde, gab Trump-Anhängern Anlass, auf Social Media Stimmung gegen Frauen im Militär und Minderheiten wie Transgender zu machen. So wurde fälschlicherweise die Transgender-Blackhawk-Pilotin Jo Ellis beschuldigt. Ellis kritisierte per Video die falschen Anschuldigungen. Die Familie der eigentlichen Hubschrauber-Pilotin bat das Verteidigungsministerium wegen der Anfeindungen, deren Identität geheim zu halten; dieses entsprach zunächst dem Wunsch, veröffentlichte dann aber auf Wunsch der Familie doch den Namen der Pilotin. Der neue Verteidigungsminister Pete Hegseth war in der Vergangenheit mit frauenfeindlichen Äußerungen aufgefallen, wobei seiner Meinung nach Frauen nicht ins Militär gehörten.

## Gedenken
Der US-amerikanische Eislaufverband U. S. Figure Skating veranstaltete am 2. März 2025 in der Capital One Arena in Washington, D.C. eine Benefiz-Eiskunstlaufgala zu Ehren der Opfer des Flugzeugabsturzes. Moderiert von Brian Boitano und Kristi Yamaguchi versammelte die Gala mit dem Titel Legacy On Ice Größen des US-amerikanischen Eiskunstlaufs: die Olympiasieger von 2022, 1998 und 1984 Nathan Chen, Ilia Kulik und Scott Hamilton, die Olympiasiegerin von 1968 Peggy Fleming, die ehemaligen (Madison Chock und Evan Bates) bzw. amtierenden Weltmeister Ilia Malinin.